# Mama Sambou
Mama Marie Sambou (ur. 13 września 2005) – senegalska zapaśniczka walcząca w stylu wolnym
Siódma na igrzyskach afrykańskich w 2023. Brązowa medalistka igrzysk frankofońskich w 2023 roku. 